# Musée des Beaux Arts Hyacinthe Rigaud
Das Musée des Beaux Arts Hyacinthe Rigaud ist ein Kunstmuseum in Perpignan, Frankreich. Es wurde nach dem spanisch-französischen Maler Hyacinthe Rigaud benannt und 1833 eröffnet.
Träger ist die L’Association des Amis du Musée d’Art Hyacinthe Rigaud.
Das Künstlermuseum beherbergt in der Dauerausstellung neben Werken des Namensträgers unter anderem Werke von Aristide Maillol, Raoul Dufy und Pablo Picasso.

## Highlights der Dauerausstellung
- Antoni Guerra (1634–1705), Portrait du lieutenant colonel Albert Manuel.
- Akkitham Narayanan
- Eugène Cauchois (1850–1911), bouquets de fleurs
- Laurent Auberge de Garcias (1865–1920), Lo Fosteig

## Sonderausstellungen
- Picasso Perpignan, le cercle de l'intime 1953–1955, 2017[4][5]
- Raoul Dufy, les ateliers de Perpignan 1940–1950, 2018[6][7]
- Clavé, sur le front de l'art, 2019[8]

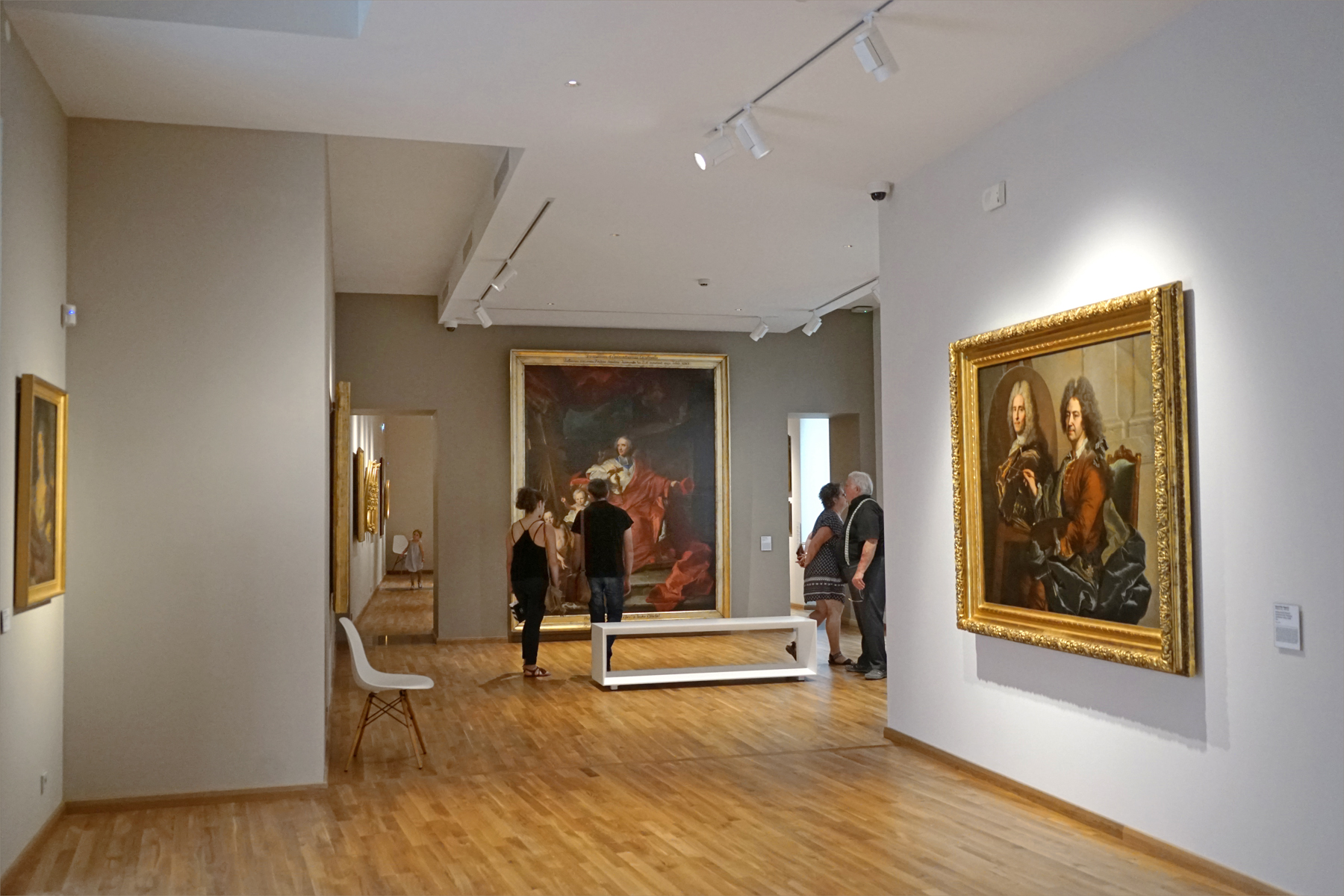
Teilansicht

- Rodin - Maillol face à face, 2019[9][10]